# 28802 Boborino
28802 Boborino è un asteroide della fascia principale. Scoperto nel 2000, presenta un'orbita caratterizzata da un semiasse maggiore pari a 2,3401153 UA e da un'eccentricità di 0,1148062, inclinata di 5,02174° rispetto all'eclittica.